# 師昌緒
師 昌緒（し しょうしょ、1918年11月15日 - 2014年11月10日）は、中華人民共和国の物理学者。直隷省徐水県出身。中国科学院院士、中国工程院院士、第三世界科学院院士。第3回、5回、6回全国人民代表大会代表。中国共産党第15回全国人民代表大会代表。

## 経歴
1918年11月15日、直隷省徐水県で生まれる。冀綏平津聯合中学（後の国立第一中学）を経て、1945年、国立西北工学院礦冶系を卒業。卒業後、同年、四川綦江電化冶煉場に入局。1947年、鞍山鋼鉄公司に転入。1948年、米国のミズーリ工科大学に留学し、1949年同大学より修士号を授与された。1952年、ノートルダム大学にて博士課程修了。1950年、マサチューセッツ工科大学のモリス·コーエン教授にて助手に着任した。
1955年6月に帰国し、中国科学院金属研究所研究員を務めた。1956年に九三学社入党。1984年、中国科学院技術科学部主任に就任。1994年、中国工程院副院長に昇格。1995年には第三世界科学院院長を兼務する。
2014年11月10日に北京市で死亡した。享年95。

## 栄典
- 1980年、中国科学院院士
- 1994年、中国工程院院士
- 1995年、第三世界科学院院士

## 受賞
- 1982年、国家自然科学三等賞
- 1987年、国家自然科学三等賞
- 1988年、国家科学技術進歩一等賞
- 1988年、国家科学技術進歩二等賞
- 2010年、国家最高科学技術賞
- 2015年、感動中国2014年度人物